# 문귀석
문귀석(1971년 9월 14일 ~)은 해태 타이거즈의 전 야구 선수다. 영흥고등학교를 졸업했다.

## 같이 보기
- 1992년 해태 타이거즈 시즌